# Kingston Black (manzana)
Kingston Black es el nombre de una variedad cultivar de manzano (Malus domestica). Un híbrido de manzana diploide de Parental desconocido, es una manzana de sidra agriácida tradicional. Esta es posiblemente la manzana más conocida en la actualidad para hacer una sidra monovarietal de estilo británico. Se cree que es una manzana de Somerset y posiblemente se crio en Kingston, cerca de Taunton. Esta variedad fue introducida en Herefordshire hacia 1820 por el Sr. Palmer de Bollitree Estate, "Weston-under-Penyard" cerca de "Ross-on-Wye" (Reino Unido. Las frutas son de tamaño mediano a pequeño y producen una sidra con cuerpo, excelente calidad y un sabor distintivo. Tolera la zona de rusticidad delimitada por el departamento USDA, de niveles del 4 al 8.

## Sinonimia
- 'Black Taunton'.

## Historia
'Kingston Black' es una variedad de manzana, híbrido de manzana diploide de Parental desconocido. Esta es una variedad de sidra agridulce tradicional utilizada en Herefordshire (Reino Unido) para hacer sidra en el siglo XIX. Fue documentado por primera vez por el pomólogo británico Robert Hogg en la edición de 1881 de «"The Apple and Pear as Vintage Fruits"», el Kingston Black se crio en "Kingstone" cerca de Taunton en Somerset (Reino Unido), aunque no hay un registro auténtico de su origen. Se cree que surgió a principios del siglo XIX, posiblemente como una plántula de polinización abierta de la variedad Cap of Liberty. Un vivero del área de Ross llamado "Thomas Reynold" comercializó estacas del vástago de esta variedad en la década de 1820.
'Kingston Black' está cultivada en diversos bancos de germoplasma de cultivos vivos tales como en National Fruit Collection (Colección Nacional de Fruta) de Reino Unido donde está cultivada con el número de accesión: 1999-096 y nombre de accesión 'Kingston Black'. También se encuentra ejemplares vivos en el huerto colección de manzanas para la elaboración de sidra del "Tidnor Wood National Collection® of Malus".

## Características
'Kingston Black' es un árbol de un vigor moderadamente vigoroso, de tamaño mediano y tienen un hábito extendido. Tiene un tiempo de floración que comienza a partir del 8 de mayo con el 10% de floración, para el 14 de mayo tiene una floración completa (80%), y para el 22 de mayo tiene un 90% caída de pétalos.
'Kingston Black' tiene una talla de fruto medio que tiende a ser pequeño; forma cónico achatado, a menudo de forma irregular, con una altura promedio de 45,75 mm y una anchura de 52,85 mm; con nervaduras medias y corona débil; epidermis tiende a ser dura suave con color de fondo es verde amarillento con un sobre color de lavado rojo oscuro, con rayas más oscuras, la cara sombreada es amarilla o naranja y está marcada con rayas oscuras, presenta lenticelas rojizas, y una mancha rojiza en la base, importancia del sobre color alto, y patrón del sobre color rayas / chapa, ruginoso-"russeting" (pardeamiento áspero superficial que presentan algunas variedades) bajo; cáliz es pequeño y cerrado, asentado en una cuenca ancha , poco profunda, y en forma de embudo; pedúnculo es de longitud corto y de un calibre algo robusto, colocado en una cavidad profunda en forma de embudo; la carne es amarillenta con vitrificaciones (concentraciones de azúcares en una zona que le da el aspecto de parecer helada) alrededor del corazón, y a menudo se tiñe de rojizo cerca de la piel, de grano fino, tierno, de jugo abundante, con cuerpo, de color ámbar rojo, dulce y penetrante con un rico sabor afrutado y un regusto tánico.
Su tiempo de recogida de cosecha se inicia a finales de septiembre. Se mantiene bien hasta dos semanas en cámara frigorífica. Es susceptible a la costra.

## Usos
'Kingston Black' se clasifica como una variedad de tipo "agriácido" (ºBrix: 13) en la clasificación estándar de manzanas para sidra, siendo alta en tanino (Taninos: >0.45) y alta en ácido málico (Acidez: >0.2).

## Ploidismo
Parcialmente autofértil. Grupo de polinización: E, Día 17.